# Ostoher
Ostoher (que significa «señor de la fortaleza» en quenya) es un personaje ficticio que pertenece al legendarium creado por el escritor británico J. R. R. Tolkien y cuya historia es narrada en los apéndices de la novela El Señor de los Anillos. Es un dúnadan, hijo de Anardil y séptimo rey de Gondor entre los años 411 y 492 de la Tercera Edad del Sol.

## Historia
Nació en 222 T. E. y reconstruyó Minas Anor y la adoptó como residencia estival. Durante su reinado se tuvieron las primeras noticias de las amenazas que acechaban la parte septentrional del reino, en Rhovanion, de los hombres provenientes de Rhûn que estaban bajo la influencia de Sauron, puesto que este se había ocultado, luego de la Guerra de la Última Alianza en una fortaleza en esa región. Finalmente, en las últimas décadas del siglo V, los Hombres del Este atacaron Gondor cruzando el río Anduin por las Tierras Pardas, pero fueron derrotados y expulsados más allá del Mar de Rhûn por el hijo de Ostoher, Tarostar, que comandaba las tropas gondorianas. Por esa acción Ostoher le dio a este el nombre de Romendacil, que significa «vencedor del este», nombre con el que asumió el trono a la muerte de su padre en 492 T. E.